# Flachsmann als Erzieher (film 1930)
Flachsmann als Erzieher è un film del 1930 prodotto e diretto da Carl Heinz Wolff per la sua casa di produzione, la Carl Heinz Wolff Produktion GmbH di Berlino.

## Produzione
Il film fu prodotto dalla Carl Heinz Wolff-Filmproduktion GmbH.

## Distribuzione
Distribuito dalla National-Film, uscì nelle sale cinematografiche tedesche il 7 novembre 1930, giorno in cui il film ottenne anche il visto di censura.